# Telenomus bifidus
Telenomus bifidus är en stekelart som beskrevs av Riley 1887. Telenomus bifidus ingår i släktet Telenomus och familjen Scelionidae. Inga underarter finns listade i Catalogue of Life.